# AEA Red Wing
Red Wing (Aerodrome #1) var ett försöksflygplan konstruerat av Thomas Selfridge 1907–1908.
Flygplanet tillverkades med stöd av organisationen Aerial Experiment Association (AEA) och fick sitt namn Red Wing eftersom de tygspända vingarna var målade röda.
Första flygningen genomfördes av Frederick Walker Baldwin 12 mars 1908 från isen på Keuka Lake utanför Hammondsport New York. Eftersom flygningen var den första i USA offentligt genomförd med ett motordrivet flygplan besöktes den av en stor mängd åskådare. Efter att Baldwin startat steg han till ca 6 meters höjd, efter 20 sekunder och 97 meters flygning havererade han och farkosten totalförstördes.